# Ubåten (film)
Ubåten (tyska: Das Boot) är en tysk historisk krigsfilm från 1981, baserad på romanen Ubåt av Lothar-Günther Buchheim. Filmen hade Sverigepremiär den 26 februari 1982.

## Handling
Filmen börjar hösten 1941 när slaget om Atlanten har blivit hårdare för tyskarna. Besättningen på den tyska ubåten U96 firar sin sista natt i den franska hamnen La Rochelle för att nästa morgon ge sig av på uppdraget att sänka allierade fartyg som korsar Atlanten i stora konvojer. Filmen präglas den första tiden ombord av långtråkighet, som i vissa fall förvandlas till aggression bland medlemmarna. Långtråkigheten bryts när ett radiomeddelande om en konvoj nära U96 kommer in, men attacken på en fientlig jagare misslyckas och ubåten jagas med sjunkbomber. Ubåten lyckas undkomma men råkar därefter ut för en flera veckor lång storm. När stormen har lagt sig upptäcker tyskarna en konvoj och sänker flera skepp, men återigen upptäcks ubåten av de allierade och jagas med sjunkbomber. Efter en flera timmar lång förföljelse kan ubåten dyka upp och sänka ytterligare ett tankfartyg. När kaptenen har bestämt sig för att återvända till La Rochelle nås båten av ordern att ta sig igenom det hårt bevakade Gibraltar sund för att stödja den tyska armén i Medelhavet. Försöket misslyckas och U96 ligger på grund på 280 meters djup. Efter omfattande reparationer lyckas ubåten att dyka upp igen och ta sig tillbaka till hamnen i La Rochelle. Väl där överraskas ubåten av en allierad bombräd.

## Filmens skapande

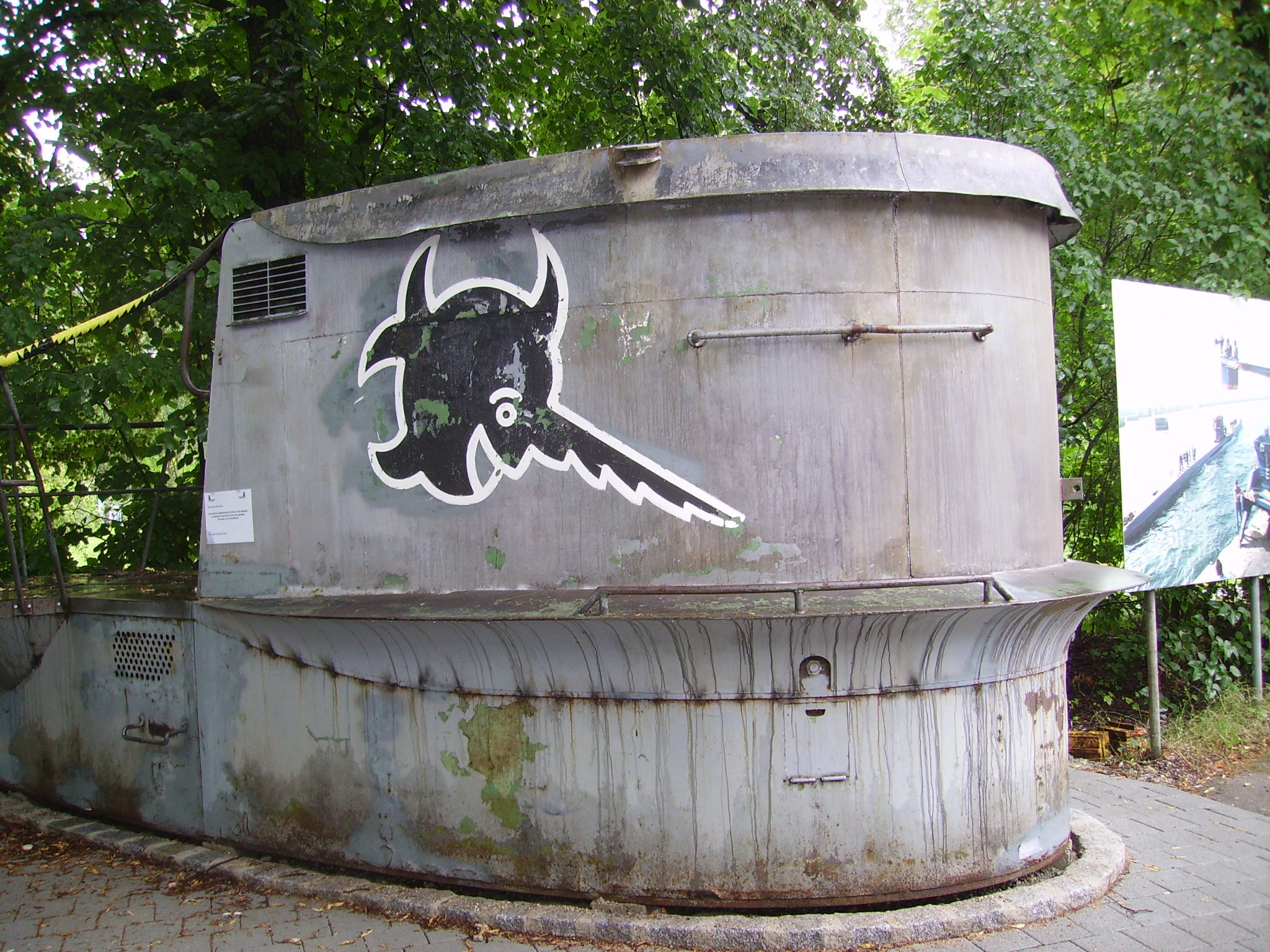
Modell av ubåtstornet, Bavaria Film-studion i München

### Första försöket
Redan när Lothar-Günther Buchheim skrev boken "Das Boot" hade han i åtanke att romanen skulle filmatiseras. Två veckor efter bokpremiären, den 12 september 1973, träffade Buchheim produktionsbolaget Bavaria Film och 1975–1977 byggdes en interiörmodell av U96. Ett filmteam från Hollywood engagerades, Robert Redford eller Paul Newman skulle vara i huvudrollerna. Ett manus skrevs av Ronald M. Cohen som hade med en scen där den förste vaktofficeren, som även i Buchheims bok beskrivs som en man med starka nationalsocialistiska sympatier, skulle skjuta ihjäl en grupp skeppsbrutna sjömän. När Cohen överlämnade manuskriptet till Buchheim och Bavaria Filmstudios sommaren 1977 tackade de nej till förslaget eftersom manuset ansågs vara för klichéartat. Buchheim skrev ett eget manus istället, det förkastades dock likaså. Men eftersom man redan hade investerat sex miljoner D-Mark i att bygga olika modeller på ubåten bestämde man sig för att fortsätta. Slutligen var den tyska public service-kanalen ARD beredd att skjuta till pengar eftersom producenten Günther Rohrbach i gengäld erbjöd ARD rättigheter till en längre tv-version av biofilmen.

### Rollbesättningen

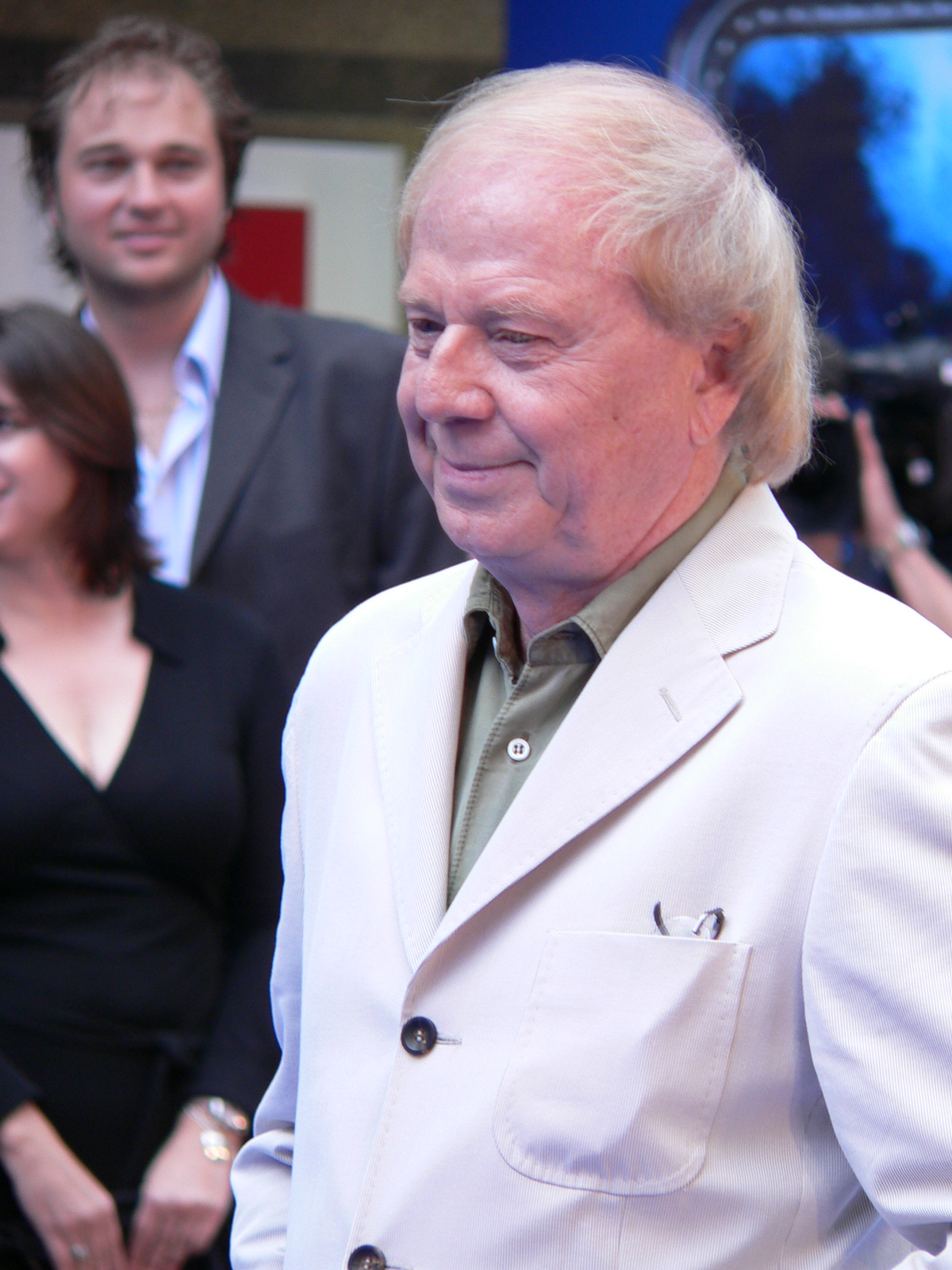
Wolfgang Petersen (2006)

Det var Rohrbach som frågade den unge Wolfgang Petersen om han ville regissera filmen. Petersen hade dittills enbart gjort  tevefilmer och tackade omedelbart ja. När skådespelarna valdes ut letade man i hela Västtyskland för att återspegla den dialektala mångfalden som fanns ombord på tyska u-båtar. Den största stötestenen bland skådespelarna var Jürgen Prochnow som Petersen först tyckte var för ung för att spela ubåtskaptenen och Bernd Tauber (som sedan fick rollen som "Kriechbaum") skulle spela kaptenen istället, men Tauber själv tyckte att rollen var för stor för honom och efter en provtagning var Petersen övertygad om att Prochnow var rätt person för rollen som "den gamle". Prochnow själv säger att problemet bestod i att han hade spelat rollen som homosexuell i filmen Die Konsequenz och filmproducenten Bernd Eichinger (bland annat "Der Untergang") tyckte att det var opassande att någon som hade spelat en homosexuell tidigare nu skulle spela rollen som ubåtskapten. Enligt Prochnow fick han rollen ändå eftersom man inte hittade någon annan. Herbert Grönemeyer sa senare att Prochnow även utanför kameran var något som en fadersfigur och att Wolfgang Petersen även hade instruerat Prochnow att ta hand om de andra skådespelarna. Både Grönemeyer och Prochnow menar att inspelningen var en rejäl utmaning, inte minst eftersom det tog cirka 180 dagar att spela in hela filmen. Två experter fanns med i filmen som förklarade ubåtens funktioner och som kunde svara på skådespelarnas frågor.
Skådespelarna förbjöds att vara ute i solljuset för att skapa den bleka hud som skulle uppstå under ett långt uppdrag och alla fick gå igenom en speciell träning för att lära sig de snabba rörelser som var nödvändiga i den trånga "ubåten". För att karaktärernas skäggväxt och övriga utseende skulle se naturligt ut filmades scenerna i kronologisk ordning.

### Inomhusfilmningen

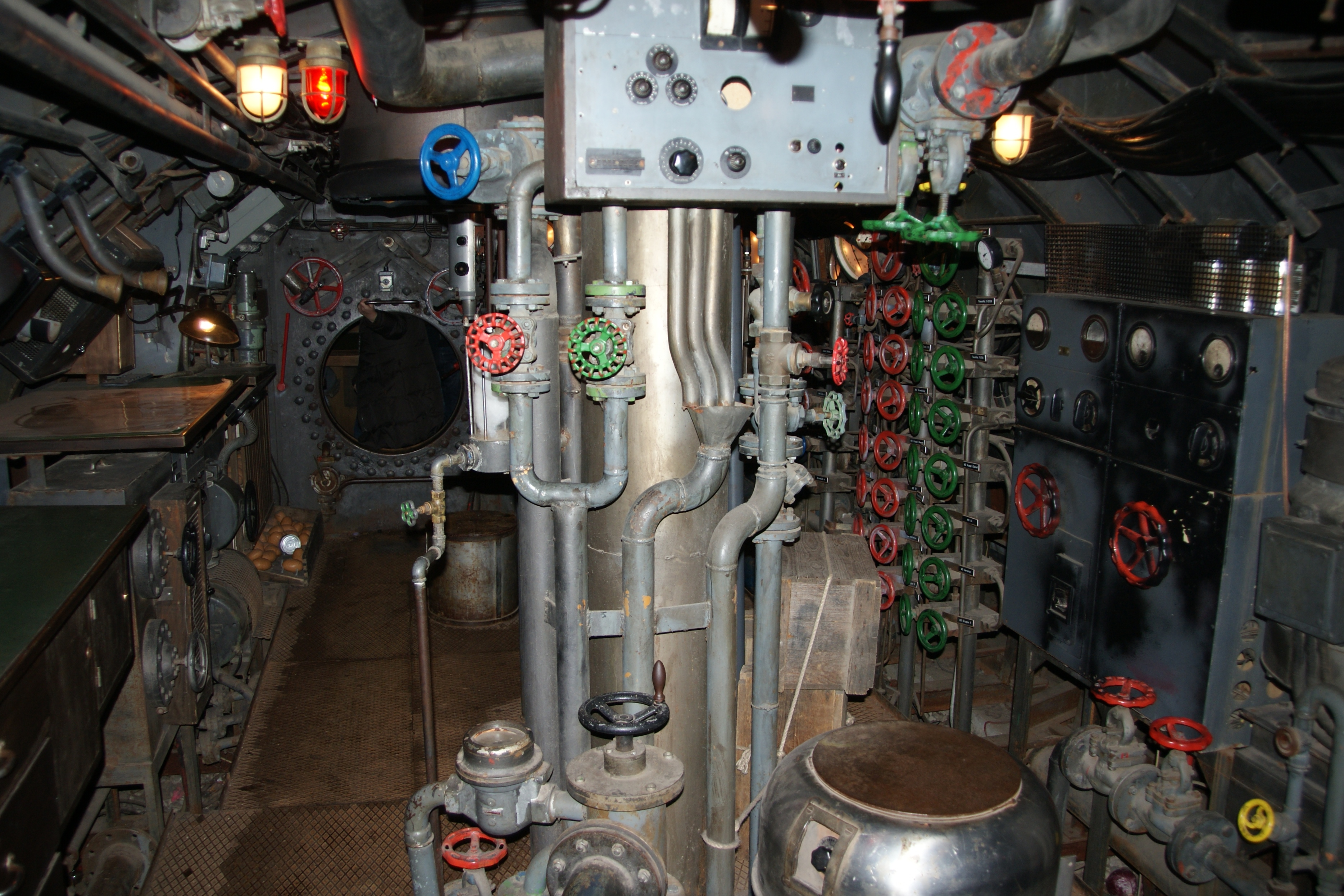
En del av interiörmodellen

För inomhusscenerna användes en cylindrisk tub som innehöll hela interiören av en Typ VIIC-ubåt och fästes i en hydraulisk maskin som tillät regissören att skaka och luta ubåten för att simulera när ubåten dyker eller blir attackerad med sjunkbomber. Tuben byggdes något större än den verkliga motsvarigheten för att skapa plats åt kameramannen Jost Vacano som använde en egenutvecklad handkamera med gyroskop som skakade mindre än vanligt vilket var till stor hjälp när han sprang genom ubåten.  Enligt Petersen var tuben öppen när teamet från USA ville göra filmen men han och hans team bestämde att stänga den igen för att skapa den klaustrofobiska känslan. Wolfgang Petersen konstaterade senare att utrymmet var så trångt att han aldrig trodde att de skulle hålla ut därinne men att det efter ett tag utvecklades en sorts disciplin som övervann svårigheterna, en känsla som förstärktes när de insåg vilka bra bilder de fick. Enligt Jürgen Prochnow ("Der Alte") tog inspelningarna i tuben cirka sju månader vilket han menar gav skådespelarna en känsla av hur det var att vara ute på ett uppdrag i en ubåt.

### Utomhusfilmningen

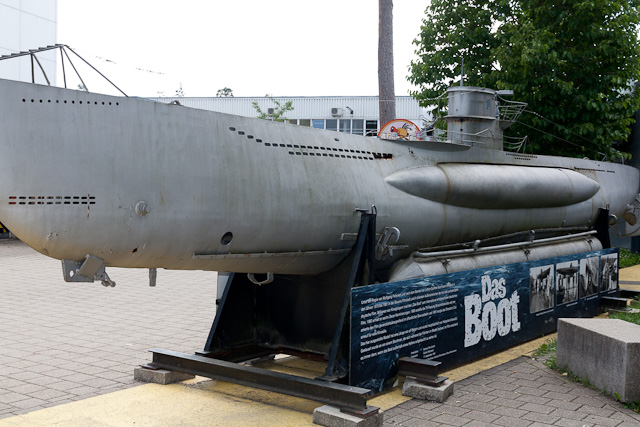
Sex meter lång modell av U96

För utomhusscenerna byggdes tre utomhusmodeller av ubåten Typ VIIC, den ena sex meter lång och den andra elva meter lång, den elva meter långa versionen fjärrstyrd och lämpad för inspelningar på öppet hav som t.ex. utanför Helgoland där stormscenerna filmades. Den tredje modellen byggdes i originalstorlek på 67 meter och användes för att filma ubåten när den lämnar respektive återvänder till hamnen. Den kunde inte dyka och klarade enbart lugnt hav. Steven Spielberg lånade den originalstora ubåten för sin Indiana Jones-film Jakten på den försvunna skatten. När filmteamet fick tillbaka båten gick den mitt itu och sjönk vilket ifrågasatte hela projektet. Filmningen upphörde, började leta efter ubåtens delar, lyckades reparera den och därmed kunde filmen fortsätta att göras.
I de utomhusscener där inte hela båten behövde synas användes en modell av tornet som placerades i en vattentank. För att simulera sjunkbombsexplosionerna tändes mindre sprängladdningar som sedan spelades in med en speciell kamera som kunde återge bilderna tjugo gånger långsammare, vilket då gav explosionerna ett mycket större utseende.

### Filmmusiken
Musiken till filmen komponerades av Klaus Doldinger. Efter att Petersen hade fått uppdraget att regissera filmen frågade han Klaus Doldinger om han ville komponera musiken till filmen. När Doldinger hade läst boken var han begeistrad och tackade ja. Petersen instruerade Doldinger att musiken skulle understryka ubåtens sjunkande och när den räddades från havets djup skulle musiken betona besättningens jubel. Detta ledde till musikens "uppstigande motiv". Enligt Doldinger hade Petersen och han en ganska liknande uppfattning om hur musiken skulle klinga.

### Kostnader
Produktionen av Das Boot tog tre år (åren 1979–1981), sysselsatte 250 människor och kostade 30 miljoner D-mark (cirka 40 miljoner US-Dollar i dagens penningvärde).

## Versioner
Bioversionen som släpptes i Tyskland 1981 och senare i USA 1982 hade en speltid på 145 minuter. Filmen släpptes senare som director's cut (speltid 199 minuter) och i en oklippt version (speltid 282 minuter). Till skillnad från den oklippta versionen har scener på drygt 75 minuter klippts bort i DC-versionen, resterande sju minuter beror på att enskilda scener har kortats ned. Framförallt har de delar av filmen som utspelar sig utanför "attackscenerna" kortats ned. Att bioversionen inte blev längre menar Petersen var av kommersiella skäl. Han säger dock att han alltid tyckte att denna version hade utelämnat för många scener vilket blev en viktig anledning för honom att göra en "Director's Cut".

## Rollista (i urval)

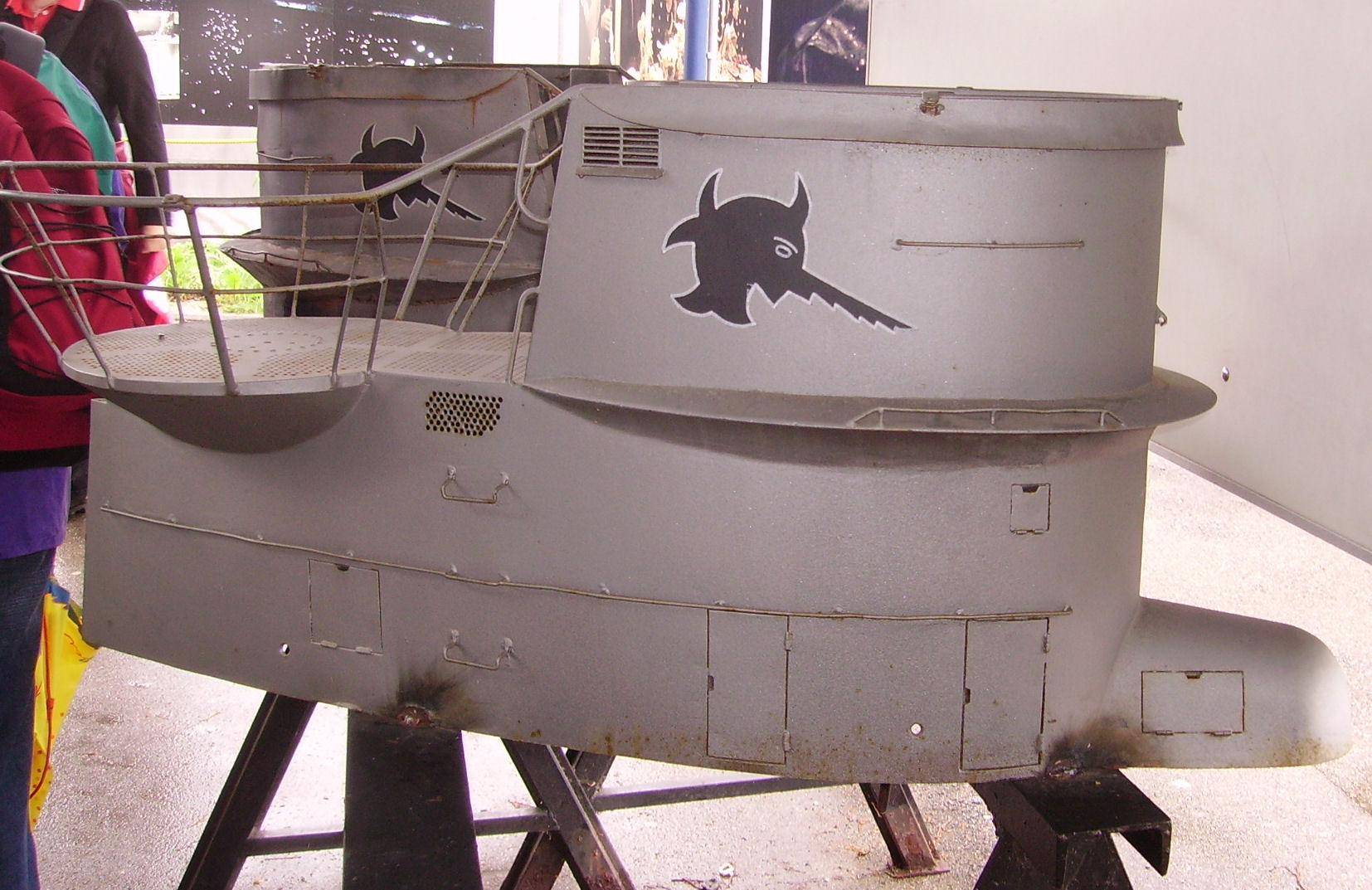
Miniatyrmodell av ubåtstornet, Bavaria Film-studion i München

- Jürgen Prochnow - Kaptenlöjtnant Heinrich Lehmann-Willenbrock, "Der Alte" ("Den gamle"), ubåtens befälhavare
- Herbert Grönemeyer - Krigskorrespondent Löjtnant Werner, filmens 'berättare'
- Klaus Wennemann - Maskinchef Fritz Grade, "Der Leitende Ingenieur" ("Chefsingenjören") eller bara "Der Leitende", tystlåten och ständigt plågad av ovissheten över sin familjs öde efter hemstadens bombraider
- Bernd Tauber - Överstyrman / chefsnavigatör Kriechbaum, är likgiltig till det mesta rörande kriget
- Hubertus Bengsch -  Förste styrman, en väldigt korrekt nazist med naiv tro på seger
- Martin Semmelrogge - Andre styrman / krypteringsofficer, en vulgär och skämtsam karaktär
- Erwin Leder - Förste dieselmaskinist August Johann, "Das Gespenst" ("Spöket"), hyser nära på intima känslor för båtens dieselmotorer
- Heinz Hoenig - Sergeant Hinrich, radio- och hydrofonoperatör, samt sjukvårdare. Den som "Der alte" är mest privat med.
- Uwe Ochsenknecht - Båtsman Lamprecht, övervakar bl.a. torpedhanteringen och introducerar Löjtnant Werner till ubåtens funktionssätt
- Martin May - Fänrik Ullman - En av de yngre sjömännen, och en av de få ombord som Werner får en djupare relation till.

## Reaktioner

### Offentlighetens reaktioner
Filmen delade den västtyska offentligheten från första början. Fritz Raddatz kritiserade i mars 1985 att filmen utelämnar andra världskrigets politiska dimension och betonar att även den tyska armén var inblandad i nationalsocialismens brott och att filmen därmed drar publiken åt fel håll om den ska ha medkänsla med utbåtsbesättningen. Samtidigt uppstod en diskussion där vissa tyckte att filmen snarare var en krigsfilm medan andra gav "Das Boot" epitetet "antikrigsfilm". Skådespelarnas insatser och filmmusiken bedömdes som positiva.
Fram till slutet av 1981 hade drygt tre miljoner sett filmen på bio. Das Boot nominerades på Oscarsgalan 1983 till sex stycken Oscars för bästa regi, bästa manus efter förlaga, bästa foto, bästa ljudredigering, bästa ljud och bästa klippning. Filmen nominerades dessutom för en Golden Globe. När den oklippta versionen visades på teve 1985 vann "Das Boot" en Emmy, den första tyska produktionen att få denna utmärkelse. På tysk teve var serien en stor succé som sågs av upp till 24 miljoner människor. På bio hade totalt 5,8 miljoner besökare sett filmen.
Regissören Wolfgang Petersen inbjöds till Director's Guild i Hollywood och skådespelaren Jürgen Prochnow fick i och med filmen sitt internationella genombrott.

### Originalbesättningens reaktioner

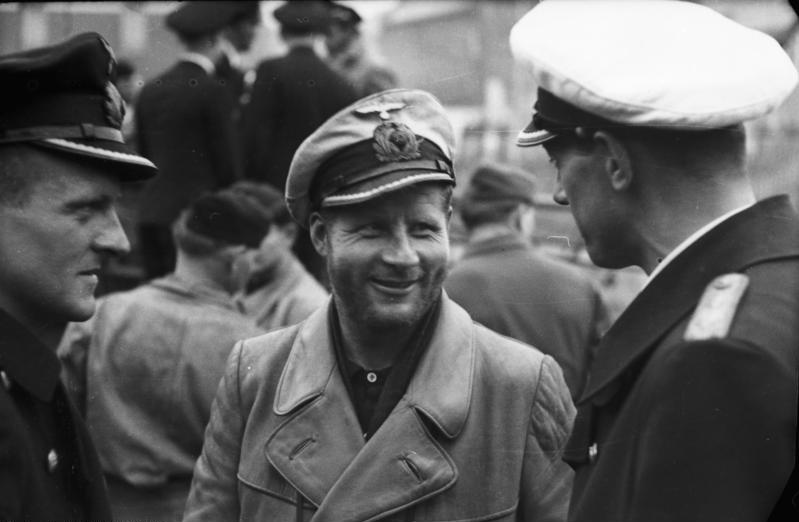
Heinrich Lehmann-Willenbrock, kaptenen på verkliga U 96

Originalbesättningen som var ombord på den verkliga ubåten U96 reagerade olika på filmen. Heinrich Lehmann-Willenbrock, kaptenen på U96, konstaterade: "Ja, så var det när det begav sig." Ubåtens chefsingenjör Friedrich Grade var av annan uppfattning och störde sig på filmens helhetsbild. Lothar-Günther Buchheim (krigskorrespondent på U96 som skrev boken "Das Boot") menade att hans verk "förstördes". Buchheim var visserligen imponerad av hur man hade lyckats att återskapa de tekniska detaljerna men han kritiserade samtidigt att skådespelarnas reaktioner var överdrivna och mer påminde om teater än hur det var i verkligheten. Enligt Buchheim var besättningen exempelvis disciplinerad och tyst under sjunkbombsanfallen, inte så som i filmen där männen får panik och skriker. Överlag menade bokförfattaren att filmen innehöll för mycket "action" och att den därmed inte återspeglar hur ubåtskriget var där man hade kontakt med fienden en till två gångar under ett fyra till sex veckors uppdrag. Den f.d. krigskorrespondenten tyckte även att hans alter ego i filmen, Leutnant Werner, inte alls stämmer överens med hur han själv betedde sig ombord på U96.

## TV-serien "Das Boot" (2018)
2018 gjordes en ny serie med samma titel som originalfilmen. Handlingen börjar hösten 1942 (ett år efter händelserna i filmen) och kretsar kring den tyska ubåten U 612 och Simone Strasser som är verksam i den tyska ubåtshamnen La Rochelle och som hamnar mellan fronterna. 
TV-serien hade premiär i de tyskspråkiga länderna samt Storbritannien och Irland den 23 november 2018. I Sverige visades den för första gången på SVT den 16 mars 2019.